# Magyar nemzeti szakácskönyv

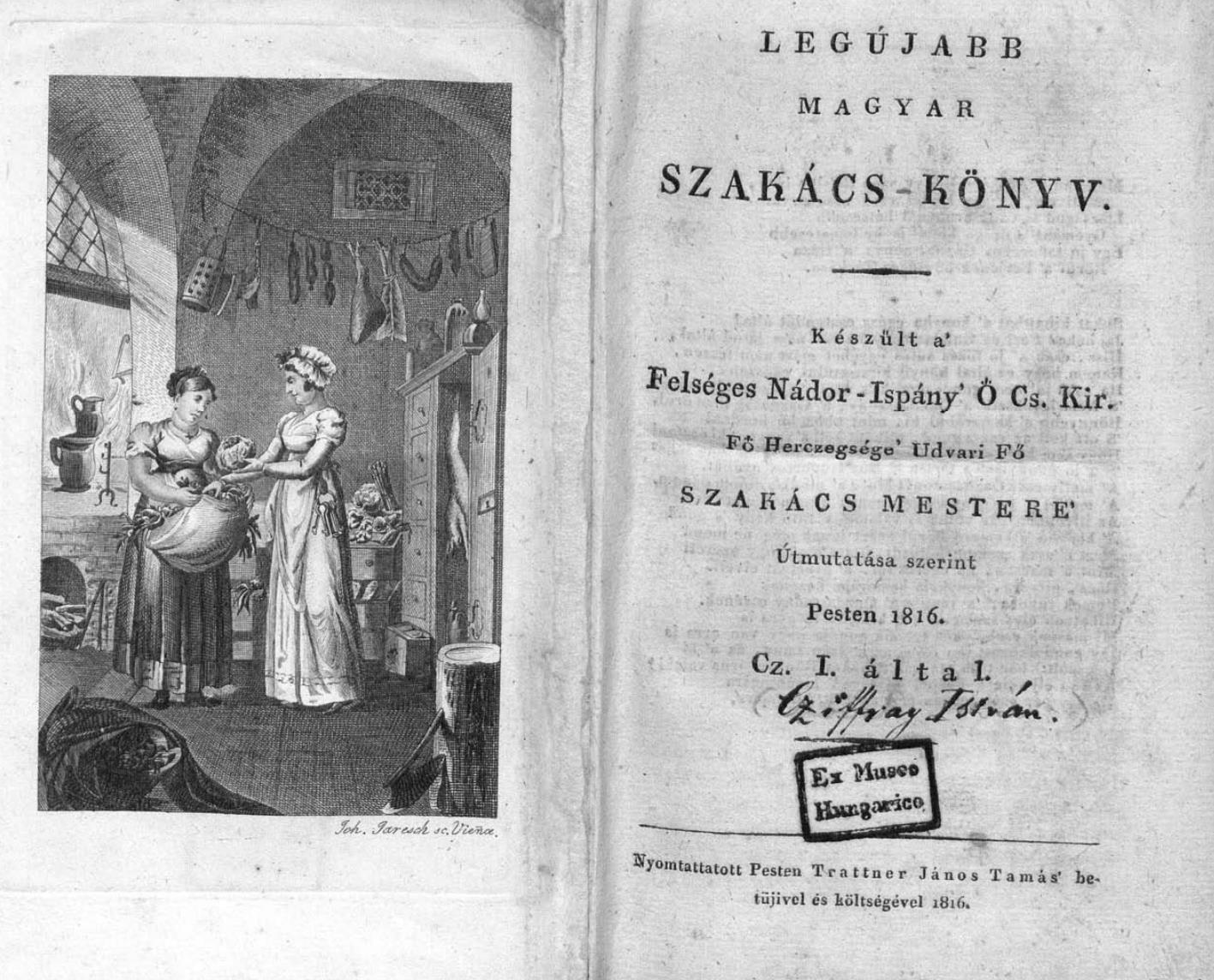
Czifray István Legújabb magyar szakácskönyv / készült a' Felséges Nádor-Ispány ... udvari fő szakács mestere' útmutatása szerint ... Cz. I. által, 1816

Czifray István jegyzi szerzőként a Magyar nemzeti szakácskönyvet, amely a 19. század meghatározó, több kiadást megélt gasztronómiai munkája: „Czifray szakácskönyve az első olyan mű, amely alapján talán reális fogalmat alkothatunk a magyar konyhai hagyományokról, főzési és étkezési szokásokról, a XIX. század elején használt alapanyagokról”.

## Czifray István és szakácskönyve

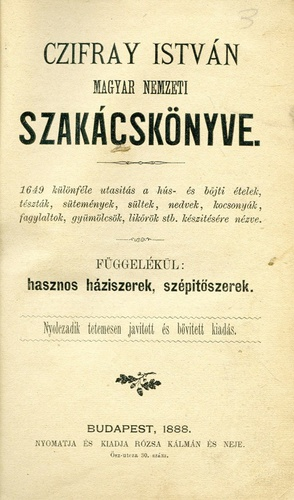
Czifray István magyar nemzeti szakácskönyve, 1888

Fehér Béla gasztronómiatörténeti kutatásai alapján több érdekességre is felhívja a figyelmet: noha a gasztronómiai szakirodalom József nádor udvari szakácsaként tartja számon Czifrayt, az 1816-os kiadás címlapján az olvasható, hogy a munkához az udvari főszakácsmester csak útmutatásokkal szolgált. Az első két kiadáson (1816, 1819) még csak Cz. I. monogram jelöli a szerzőt. A Tudományos Gyűjtemény című folyóirat 1818-ban a Trattner-nyomdából kikerült új kötetek felsorolásakor így említi a munkát: „Czövek István, legújjabb Magyar Szakács Könyve a T. Nádor Ispán Ő Cs. K. Her. Udvari fő Szakács mesterének útmutatása szerént 1817. Pest”. Ezek szerint első kiadás a köteten olvasható 1816-os évszám ellenére csak a következő esztendőben jelent meg, szerzője, „Cz. I.” pedig Czövek István (1777–1828), aki eredetileg teológiatanár és jogász volt. A harmadik kiadáson (1829) már Czifrai István szakácsmester szerepel szerzőként (s majd a negyedik kiadástól: Czifray), s ekkor változik a szakácskönyv címe is, attól kezdve lesz Magyar nemzeti szakácskönyv.
Befojtott cseresznye csokoládéval
Végy leves fekete cseresznyét, leszedvén a szárát, mosd meg, tedd rézlábasba vagy serpenyőbe, s fojtsd be addig, még meg nem puhul; két icce cseresznyére egy meszely édes téjfelt adj, s forrald fel a cseresznyével; reszelj el egy darab finom csokoládét a reszelőn, s ezt is a feljebbiekhez adván, főzd addig, míg a csokoládé el nem főtt; azután tálald ki egy tálra, cifrázd fel háromszegletes rántott zsemlyeszeletekkel, körültűzdözvén velek a tál szélét.
Czifray (vagy Czifrai vagy Czövek) István „Legújabb Magyar Szakács Könyv” című műve az első olyan „főzőkönyv”, aminek a szerzőjét is ismerjük. Második kiadása azonos címmel és tartalommal ugyancsak Pesten látott napvilágot 1819-ben. A könyv harmadik (1829), negyedik (1830) és ötödik kiadása már bővített tartalommal és „Magyar Nemzeti Szakácskönyv a magyar gazda asszonyok számára” címmel jelent meg. A hatodik (1840), a hetedik (1845) és a nyolcadik (1888) kiadást már Vasváry Gyula szakácsmester neve fémjelzi, címe pedig: „Czifrai István szakács mester magyar nemzeti szakácskönyve”. A hetedik kiadásnak egyébként 1875-ben volt egy úgynevezett kalózkiadása is, ezt kilencedik kiadásnak jelölték, holott az igazi nyolcadik kiadás csak 1888-ban látott napvilágot. A trükk egyszerű volt: a krúdában maradt hetedik kiadást beköttették kilencedik kiadás címlappal, nem tudván, hogy még a nyolcadik sem jelent meg. 

A Czifrai szakácskönyvek jelentősége abban rejlett, hogy megállították a Misztótfalusi Kis Miklós-féle szakácskönyvek több mint százéves egyeduralkodását és új színt vittek a magyar gasztronómiai könyvkiadásba.

## Emlékezete
- A Czifray-féle szakácskönyv 1829-es, harmadik kiadása 2009-ben újra megjelent az Alinea Kiadó régi szakácskönyveket közreadó sorozatában. Az új kiadás nem reprint, hanem a mai helyesírásra javított, újratördelt szöveget tartalmaz, és egy szótárt a régies kifejezésekhez.[4] A kötet 14 szakaszból áll, 602 recept található benne, s három étellajstromot is ajánl benne a szerző.
- A Magyar Gasztronómiai Egyesület több alkalommal is meghirdetett Czifray-versenykurzust, amatőröknek és hivatásosoknak is.[5]
- A Czifray-féle receptek a gasztroblogokon is újraélnek.[6]